# Sopratonica
La sopratonica è il secondo grado di una scala diatonica.
Ad esempio, nella scala maggiore di Do la sopratonica è la nota Re. L'accordo di sopratonica è composto dalle note Re, Fa e La.
Tra la tonica e la sopratonica nel modo maggiore si ha sempre un intervallo di un Tono, ad esempio la sopratonica di Mi è Fa♯.